# Odakle su došli preci Crnogoraca
Odakle su došli preci Crnogoraca je knjiga crnogorskog znanstvenika dr. Radoslava Rotkovića koje je tiskana 1995. u nakladi Matice crnogorske.

### Glavna stajališta
U svom djelu dr. Rotković u bitnom tvrdi:
- Prasrodstvom pretci Crnogoraca bili su najbliži Poljacima i Rusima.

- Slavenski pretci suvremenih Crnogoraca došli su iz Polablja (prostora između rijeke Labe i Baltičkog pomorja). Seoba je tekla sa sjevera na jug, s Baltika prema Jadranu. Pristigavši na balkanske prostore, vjerojatno u ranom 6. stoljeću, pretci Crnogoraca naselli su Prevalis. Kasnije će Prevalis postati Dukljansko kraljevstvo a njeni stanovnici Dukljanski Slaveni ili Dukljani.

### Dokazi
- U Polabsko-baltičkom pomorju i u Zetsko-pomorskom arealu nalaze se 865 istovjetna toponima (hidronima, oronima, patronima, antroponima, etnonima, fitonima). Ako bi k ovome dodali i svi toponimi koji se ponavljaju (istih etimoloških osnova), onda bi takav leksikon imao nekoliko tisuća riječi. Rotković piše kako nema zapravo toponimskog naziva u Crnoj Gori, koji je još uvijek u živoj uporabi, a da nema svoj jezični i značenjski pandan u praslavenskom ili praslavensko-germanskom imeniku nastalom na sjeverozapadu suvremene Poljske. Svoje imenske dvojnike u Poljskoj imaju i Zeta, Gorica, Podgorica, Tamnik, Topla, Crna Gora, Trebjesa, Blato, Bakovići, Boškovići, Cuce, Dobro polje, Garač, Gradac, Kolašin, Jablan, Komarno, Ljubišnja, Malošići, Moćevac, Morinj, Njegoš, Bojana, Kriči, Pješivci, Lovćen, Ribnica, Grahovo, Rumija, Orjen, Prekornica, Komovi, Vilusi, Mataguži, Obrovo, Papratno, Paštrovići, Plavnica, Plužine, Poblaće, Pomorje, Pošćenje, Mojkovac, Rasovo, Šljivansko, Svetigora, Topolica, Bajice, Bjelice, Bandići, Šaranci, Rudine, Morača, Riječani, Gusinje, Cetinje, Ceklin, Kokoti, Ljutići, Kuči, Vranići, Doljani, Jezera, Rovca, Pješivci, Hoti, Lijeva Rijeka i drugi.

- Crnogorski glasovni sustav je očuvao paralelnost s poljskim jezikom, što govori o skupnom ili suplemenskom životu u pradomovini. Imenitelj im je i ijekavska varijanta za razliku od onih slavenskih grupa koje su Balkan naseljavale kasnije, uglavnom s istoka, a dolazile su iz oblasti Češke ili Rusije. "Onomastičko odslikavanje predbalkanskog života polabske praslavenske grupe, koliko tajanstveno, toliko je i vjerodostojno", piše Rotković. Između ostalog i po još jednoj podudarnosti koja, po njemu, isključuje slučajnosti: pored masovne značenjske identičnosti, mnogi nazivi su našli istovjetan raspored i u zemljopisnom smislu.  Topografsko grupiranje u crnogorskoj pradomovini ima podudaran, "susjedski" raspored i u novonaseljenom Prevalisu. Onomastička građa o Polablju pronađena je i u radovima autoritatvnih imena europske slavistike i njihove su karte tiskane izvorno u knjizi dr. Radoslava Rotkovića.

## Vanjske poveznice
- Odakle su došli preci Crnogoraca, stranice Crnogorskog pokreta